# Cyclophora delaeveri
Cyclophora delaeveri är en fjärilsart som beskrevs av Berger 1949. Cyclophora delaeveri ingår i släktet Cyclophora och familjen mätare. Inga underarter finns listade i Catalogue of Life.